# Facultad Regional Tierra del Fuego
La Facultad Regional Tierra del Fuego dependiente de la Universidad Tecnológica Nacional de Argentina tiene su sede en la ciudad de Río Grande perteneciente a la Provincia de Tierra del Fuego, Antártida e Islas del Atlántico Sur. Posee una extensión áulica en Ushuaia. A la fecha la Facultad Regional Tierra del Fuego de la UTN puede ser considerada la sede universitaria más austral del mundo ya que cuenta con una extensión áulica en la ciudad de Ushuaia. TÍtulo que comparte con la UNTDF

## Historia
Fundada el 14 de septiembre de 1982, comenzó su vida como una unidad académica dependiente de la Facultad Regional Bahía Blanca. Su nacimiento estuvo condicionado a la premisa de ser medida fundamental para lograr el asentamiento poblacional en un espacio escasamente poblado.  En 1983 comenzó el ciclo lectivo de las carreras de Auxiliar en Electrónica y Auxiliar en Administración Industrial. 
Para 1985 debido a la gran demanda estudiantil estas carreras se transforman en Licenciatura en Electrónica y Licenciatura en Organización Industrial. En 1987 se crea la carrera de Ingeniería Electrónica como una extensión de la licenciatura y en 1990, junto con la provincialización de Tierra del Fuego, se implementa la carrera de Ingeniería Química.
Un gran logro vino 1992 con la creación de la  FUNDATEC (Fundación de la Unidad Académica Río Grande de la Universidad Tecnológica Nacional) destinada a promover toda labor tendiente al logro del más alto nivel cultural, científico, educativo y de investigación en las actividades que debe desarrollar la Unidad Académica Río Grande.
La última incorporación fue en 1995 se crea la carrera corta de Técnico Superior en Programación

## Carreras
- Tecnicatura Superior en Programación
- Ingeniería Electromecánica
- Ingeniería Industrial
- Ingeniería Química
- Ingeniería Pesquera (Extensión Áulica Ushuaia)

## Galería

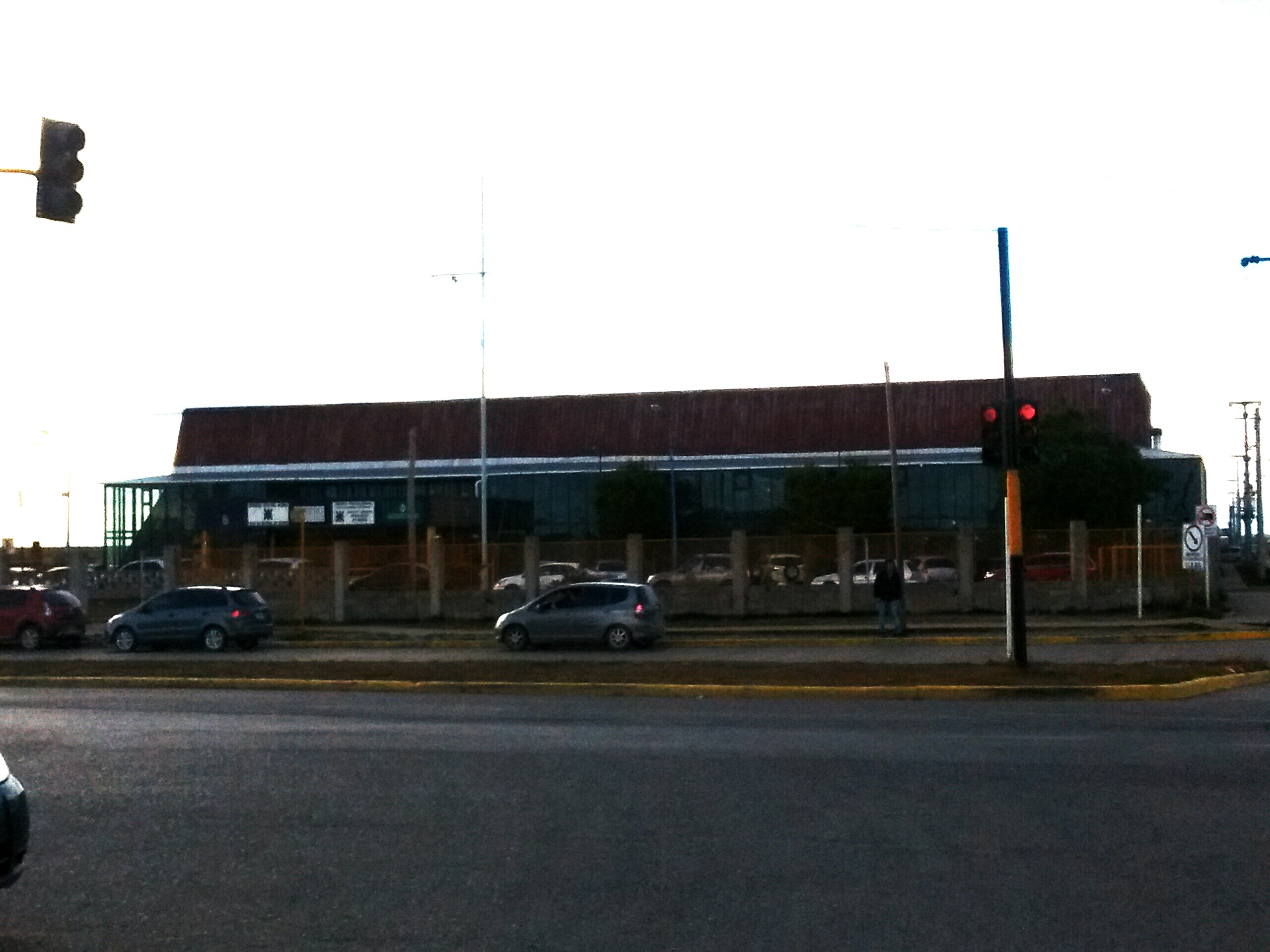
Edificio principal visto desde la Ruta 3
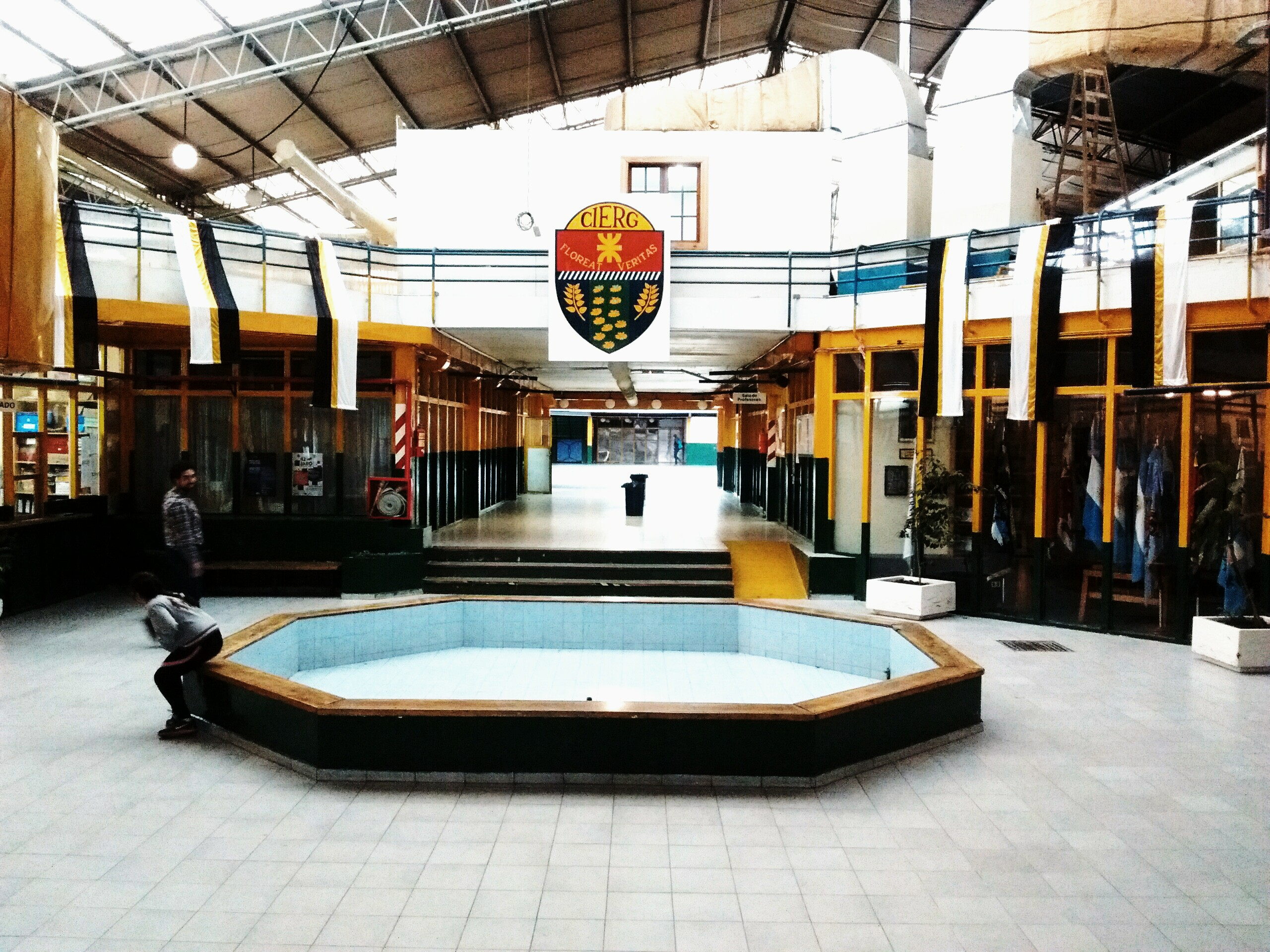
Vista del interior de la UTN de Río Grande
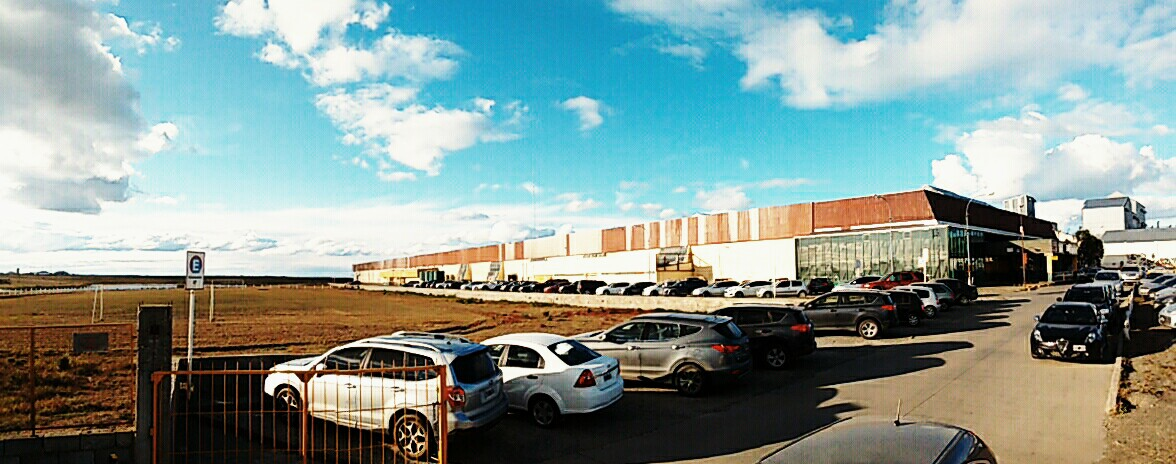
Vista lateral del edificio de la UTN de la Facultad Regional Tierra del Fuego